# دانييل أ. سومنر
دانييل أ. سومنر (بالإنجليزية: Daniel A. Sumner)‏ هو اقتصادي أمريكي، ولد في 1950.